# Eccremidium
Eccremidium là một chi rêu trong họ Ditrichaceae.